# Liu Bocheng
Liu Bocheng (chinês tradicional: 劉伯承, chinês simplificado: 刘伯承, pinyin: Liú Bóchéng, Wade–Giles: Liu Po-ch'eng; 4 de dezembro de 1892 – Pequim, 7 de outubro de 1986) foi um comandante militar chinês comunista e marechal do Exército de Libertação Popular.
Liu é conhecido como um dos grandes estrategistas militares da história moderna da China. Oficialmente ele é reconhecido como um revolucionário, um comandante estrategista e teórico militar, veterano da Segunda Guerra Mundial e da Guerra Civil Chinesa, sendo um dos fundadores do atual exército chinês.

## Juventude
Liu nasceu em uma família de camponeses em Kaixian, Sichuan (o local está atualmente submerso pela Barragem das Três Gargantas). Influenciado pelas teorias revolucionárias de Sun Yat-sen, ele mais tarde decidiu se dedicar à causa do estabelecimento de uma China democrática e moderna.
Em 1911, Liu se juntou aos escoteiros em apoio à Revolução Xinhai. No ano seguinte, ele se matriculou na Academia Militar de Chongqing e mais tarde se juntou ao exército contra Yuan Shikai, que planejava minar a Revolução Xinhai e se autoproclamar imperador. Em 1914, Liu juntou-se ao partido de Sun Yat-sen e ganhou vasta experiência militar.
Durante uma batalha durante este período, ele capturou 10 000 soldados inimigos, pelo que foi promovido a comandante de brigada. Em 1916, ele perdeu o olho direito em uma batalha pelo condado de Fengdu, Sichuan. Depois de perder o olho, ele ganhou o apelido de "Dragão Caolho". Relatos alternativos de como Liu perdeu o olho incluem a especulação de que ele o perdeu antes, na Revolução Xinhai de 1911, ou mais tarde, durante a Grande Marcha. 
Em 1923, durante uma guerra contra o senhor da guerra Wu Peifu, em resposta à Expedição do Norte do Kuomintang, Liu foi nomeado comandante da Rota Oriental, e mais tarde foi promovido a comandante geral em Sichuan.
Enquanto lutava contra o exército de Long Yun, um senhor da guerra de Yunnan, Liu derrotou uma força comandada por Zhu De, que mais tarde se tornaria um de seus camaradas mais próximos no Exército Vermelho. No mesmo ano, Liu conheceu Yang Angong, o irmão mais velho de Yang Shangkun, e Wu Yuzhang, que estavam entre os primeiros comunistas de Sichuan. O relacionamento deles marcou a primeira exposição real de Liu à teoria e prática do comunismo. Em maio de 1926, Liu ingressou no PCC e foi nomeado comissário militar de Chongqing. Em dezembro de 1926, junto com Zhu De e Yang, Liu planejou o levante Luzhou e Nanchong, lutou contra os senhores da guerra locais, enquanto apoiava a Expedição do Norte.
Em 1927, Liu foi nomeado comandante do corpo do exército do 15º Exército Revolucionário Nacional Organizado Temporariamente. Foi nessa época que Liu testemunhou a divisão entre o Kuomintang e o PCC. Depois de ingressar no PCC, Liu liderou a Revolta de Nanchang junto com Zhu De, He Long, Ye Ting, Li Lisan e Zhou Enlai, efetivamente declarando guerra ao KMT.
Durante esta revolta, Liu foi nomeado o primeiro chefe do Estado-Maior do recém-nascido Exército Vermelho Chinês. No entanto, após uma série de derrotas, as forças de Liu foram destruídas e seus líderes passaram à clandestinidade. Em 1927, Liu foi selecionado para viajar a Moscou, onde dominou o russo e frequentou a prestigiosa Academia Militar MV Frunze. Enquanto estudava na União Soviética, ele aprendeu táticas militares convencionais de estilo ocidental. Enquanto na Rússia ele traduziu um livro russo para chinês, Táticas de armas combinadas, produziu um comentário de A Arte da Guerra de Sun Tzu, ambos promovidos táticas convencionais. Posteriormente, Liu proferiu uma palestra sobre o tema no 6º Congresso Nacional do Partido Comunista Chinês, realizado em Moscou.

## Comandante do Exército do CPC
No verão de 1930, Liu foi mandado de volta à China e nomeado comissário do Comitê Militar Central do PCC, bem como Secretário Militar da divisão do Rio Yangtze do PCC. Em dezembro de 1930, Liu foi a Xangai para ajudar Zhou Enlai na administração diária dos assuntos militares do PCC.
Em 1931, o PCC sofreu grandes perdas em várias cidades importantes e foi forçado a se retirar para o campo. Liu foi enviado para o Território Soviético Central, a base de poder do PCC em Jiangxi. Em janeiro de 1932, Liu foi nomeado presidente e comissário da Academia Militar do Exército Vermelho. Em outubro, ele foi promovido a Chefe do Estado-Maior do Exército Vermelho, auxiliando Zhu De e Zhou na guerra contra a 4ª Supressão de Chiang Kai-shek no Território Central Soviético.
Na época, o PCC estava sob o reinado de membros dos 28 bolcheviques, incluindo Bo Gu, Zhang Wentian e Otto Braun (também conhecido por seu nome chinês, Li De), o conselheiro militar do Comintern, assumiu o controle do comando militar. Todos os três foram educados em Moscou, e Liu encontrou um terreno comum com esses jovens. Durante seu tempo no soviete Jiangxi-Fujian (e durante a subsequente Longa Marcha), Liu experimentou conflitos com outros líderes comunistas, incluindo Mao Tsé-Tung e Peng Dehuai.
O conflito de Liu com Mao pode ser em parte devido ao apoio de Liu às táticas convencionais, que contradizem a defesa de Mao da guerra de guerrilha. De acordo com um relato posterior de Zhang Guotao, Liu descreveu Mao como um "pedante" e se ressentiu da tendência de Mao de microgerenciar seus oficiais militares, em vez de delegar autoridade ao estado-maior do Exército Vermelho. Peng já liderou suas tropas durante um cerco a Guangchang sob as ordens de Bo e Li De, o que resultou em pesadas baixas para as tropas. Peng culpou o armamento e os recursos inferiores de seu exército. Peng era conhecido por ser franco e mal-humorado. Após a batalha, Peng ficou furioso, levando-o a um conflito direto com Liu.
Liu passou a se opor à liderança de Bo e Braun mais tarde, depois que o Exército Vermelho começou a sofrer repetidas derrotas. No esforço do Exército Vermelho contra a Quinta Campanha de Cerco do KMT, Liu foi rebaixado a Chefe do Estado-Maior do 5º Exército de Campo após sua dissidência com Bo e Braun. Bo e Braun lideraram por meio da doutrina e do extremismo, e o Exército Vermelho travou uma guerra geral face a face contra o exército KMT mais bem equipado e maior. O fracasso era inevitável; o PCC teve que se retirar de seu território para buscar refúgio, marcando o início da Grande Marcha.
Durante a Grande Marcha, perto do final de 1934, Liu foi renomeado como Chefe do Estado-Maior do Exército Vermelho e comandante da Coluna Central, que consistia na maioria dos líderes seniores do PCC, como Bo, Braun, Zhou e Mao. Liu liderou o exército no rio Wu e assumiu o controle de Zunyi, um condado da província de Guizhou. Foi nesta pequena cidade que a famosa Conferência Zunyi foi realizada em janeiro de 1935. Durante a conferência, Liu e a maioria dos participantes mostraram seu apoio a Mao.
Como resultado dessa conferência, Bo, que então era o comando militar de Braun, foi substituído por uma nova equipe de três homens composta por Mao, Zhou e Wang Jiaxiang. Mais tarde, Liu ajudou Mao e Zhu a atravessar o rio Água Vermelha quatro vezes. O próprio Liu liderou as tropas na tomada da balsa de Jiaopin, garantindo a rota do rio Jinsha para as tropas principais. Em maio, Liu foi nomeado comandante do exército de vanguarda e trabalhou com o comissário Nie Rongzhen na segurança da rota para as tropas restantes. Quando seu exército entrou nas áreas de assentamento étnico, Liu prometeu fraternidade com um chefe da etnia Yi local, o que reduziu significativamente a hostilidade das minorias em relação ao PCC. Liu então liderou a 1ª Divisão do Exército Vermelho através do rio Dadu, onde Chiang conspirou para aniquilar os exércitos do PCC, da mesma maneira que Shi Dakai e o caminho de seu exército para a perdição quase um século antes.
Quando o 1º Exército Vermelho de Mao mais tarde se uniu ao 4º Exército Vermelho de Zhang Guotao, Liu permaneceu como Chefe do Estado-Maior. Durante uma disputa entre Mao e Zhang sobre questões importantes, que levou à separação posterior, Liu manteve seu apoio a Mao. Quando chegaram a Yan'an, era óbvio que Mao era o vencedor.

## Guerra com o Japão

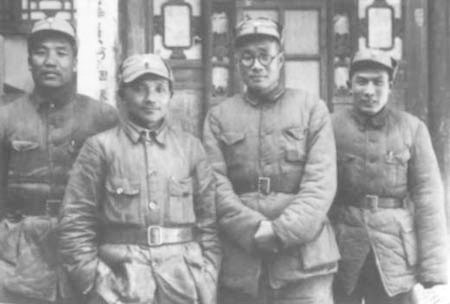
(LR): Li Da, Deng Xiaoping, Liu Bocheng e Cai Shufan no uniforme da NRA.

Em 1936, após o Incidente de Xi'an, Chiang concordou em estabelecer uma aliança com o PCC na luta contra os invasores japoneses. Em 7 de julho de 1937, após o Incidente da Ponte de Marco Polo, uma guerra geral entre a China e o Japão estourou. Sob o acordo com Chiang, os exércitos do PCC foram reorganizados no 8º Exército de Rota, e Liu foi nomeado comandante da 129ª Divisão, uma de suas três divisões. Foi então que ele iniciou sua longa cooperação com Deng Xiaoping, seu comissário na época.
De acordo com o registro ortodoxo do PCC, sua cooperação e amizade duraram mais de cinco décadas. Seus respectivos talentos militares e políticos complementavam-se perfeitamente, e havia um alto nível de confiança entre eles. Eles teriam formado um par perfeito.
No entanto, seu verdadeiro relacionamento pode não ter sido tão próximo quanto parecia. Em primeiro lugar, Mao não confiava na maioria de seus generais e mandava seus associados como comissários para supervisionar esses generais. Deng, que foi colaborador próximo de Mao desde 1930 quando trabalhava em Jiangxi, foi enviado para Liu, e Luo Ronghuan para Lin Biao. Em segundo lugar, em contraste com o papel de Liu como soldado profissional, Deng era um ativista político e sabia pouco sobre os militares. Suas personalidades e vidas pessoais eram muito diferentes, o que pode ter representado uma barreira para que se tornassem amigos verdadeiros.
Liu, Deng e o subcomandante Xu Xiangqian conduziram suas tropas a Shanxi e travaram combates ao redor da montanha Taihang. Após rodadas de batalhas bem-sucedidas contra o exército japonês, eles montaram a Área de Base Jin – Ji – Yu (晉 冀 豫 抗日 根據地), que consistia em partes de Shanxi, Hebei e Henan. Em 1940, Liu liderou sua divisão na Campanha dos Cem Regimentos, uma grande campanha liderada por Peng para romper o bloqueio nas bases do PCC, imposto pelas forças japonesas sob o comando do General Okamura Yasuji. Ao mesmo tempo, Liu integrou forças regulares com milícias, usando ataque frontal e luta no mato para frustrar os esforços de supressão e limpeza do exército japonês. Os japoneses ficaram tão irritados que enviaram agentes para assassinar Liu. Embora sua missão tenha sido um fracasso, eles tiveram sucesso em assassinar a primeira filha de Liu quando ela foi mantida no jardim de infância. Os japoneses pensaram que essa vingança poderia distrair Liu, mas subestimaram a força de vontade de Liu. Sua aversão aos japoneses deu-lhe mais coragem sob o fogo e mais inspiração no comando.
Em 1943, Liu foi chamado de volta a Yan'an para Zheng Feng. Ele jurou lealdade a Mao e apoiou sua luta pelo poder com Wang Ming. Ao contrário, Peng apoiou Wang e, como resultado, caiu em desgraça com Mao. (Apesar disso, Liu ainda era rotulado de dogmático por seguir seus estudos na Rússia, e ele teve que fazer um pedido público de desculpas contra sua vontade em 1959.) Em 1945, Liu participou do 7º Congresso Nacional do PCC em Yan'an, e preparou o contra-ataque contra os japoneses e a iminente guerra civil com os exércitos do KMT.

## Guerra Civil Chinesa
No final da guerra contra os japoneses, o povo chinês flagelado pela guerra implorou pela paz. Chiang então convidou Mao para ir a Chongqing para negociações de paz, durante as quais Yan Xishan enviou seus exércitos para atacar os territórios do PCC em Shanxi sob a autorização de Chiang. Liu e Deng lideraram a campanha de Shangdang e derrotaram 13 divisões das tropas de Yan, totalizando mais de 35 000, e então se dirigiram para o leste e aniquilaram outro corpo do exército de Yan na campanha de Handan. Essas duas campanhas foram as primeiras experiências da mudança do exército do PCC da luta no mato para a campanha em movimento e provaram ser uma prática valiosa para a campanha dos grupos do exército dos exércitos do PCC. Eles ajudaram na rápida ocupação da Manchúria pelo PCC conquistou um status vantajoso para Mao e sua delegação de diálogo de paz em Chongqing. Sob imensa pressão, Chiang foi forçado a assinar um acordo de paz com Mao em outubro de 1945.
A paz, no entanto, era frágil e a guerra civil estourou em 1946. Liu e Deng lideraram várias campanhas em movimento, minando o ataque estratégico dos exércitos do KMT. Em 1947, quando os territórios controlados pelo PCC não podiam mais sustentar tantas tropas, Mao decidiu enviar parte de seu exército para os territórios controlados pelo KMT, a fim de aliviar o pesado fardo em seus próprios territórios e para posicionar inimigos em os portões do KMT. Ele ordenou que Liu e Deng liderassem seus exércitos de sua base no norte da China em Henan, Shanxi e Hebei, para Anhui no sul da China. Isso envolveu o envio de 100 000 soldados pelo Rio Amarelo, e marchar mais de 1 000 quilômetros na planície central. Liu e Deng viram isso mais como uma aposta do que como um movimento estratégico, e mesmo o próprio Mao não tinha certeza se tal aposta valeria a pena discutir abertamente os três resultados possíveis:
1. A força comunista não conseguiu nem mesmo alcançar Dabie Shan.
2. A força comunista seria expulsa pela força do Kuomintang depois de chegar a Dabie Shan.
3. A força comunista seria capaz de estabelecer uma nova base na montanha Dabie.

Embora muitos expressassem suas preocupações, Mao não mudava de ideia. Durante a expedição, eles enfrentaram exércitos de elite do KMT. Liu lançou a Campanha Southwestern Shandong derrotando mais de nove brigadas de tropas do KMT. Sob este enredo e cobertura, o exército de Liu prontamente moveu-se para o sul e foi para a area da montanha Dabie. Os exércitos de Liu sofreram grandes perdas; metade das tropas foi exterminada e todas as suas artilharias pesadas foram perdidas, o que enfraqueceu enormemente suas habilidades militares em campanhas posteriores. As tropas de Liu e Deng sobreviveram a novas rodadas de ataque. Longe da base de poder, com poucos exércitos de apoio e suprimentos, Liu liderou soldados autossuficientes e quebrou rodadas de bloqueio pesado, enquanto aumentava sua força de volta aos 100 000 originais. Mao e seus associados ficaram muito impressionados com a realização de Liu e só então começaram a sustentar que a ameaça direta a Nanjing e Wuhan era uma grande conquista; uma faca no coração da governança KMT. O sucesso de Liu realmente forçou os nacionalistas a realocar quase duas dúzias de brigadas contra ele, interrompendo o plano original de Chiang Kai-shek, aliviando assim a pressão nacionalista sobre outras forças comunistas. A aposta de Mao valeu a pena com as estratégias militares inteligentes de Liu.
O sucesso de Liu não parou por aí, ele realizou para expandir suas vitórias iniciais sobre os nacionalistas, realizando várias campanhas com exércitos liderados por Chen Yi e Su Yu, outro exército liderado por Chen Geng, para aniquilar um grande número de tropas do KMT lideradas por dois generais proeminentes, Chen Cheng e Bai Chongxi. Após dez meses de trabalho árduo, Liu e Deng aumentaram significativamente a área da planície central ocupada pelo PCC, e forçaram os exércitos do KMT a uma defesa estratégica, já que Chiang não tinha mais tropas suficientes para o ataque. Em novembro de 1948, Liu, Deng, Chen, Su e Tan Zhenlin juntos formaram o Comitê Militar para comandar a enorme Campanha Huai Hai, que foi realizado pelas tropas do PCC no leste da China e na planície central para lutar contra as forças principais do KMT em Xuzhou e Anhui. Nesta batalha decisiva, mais de 500 000 soldados do KMT foram aniquilados; entre os prisioneiros de guerra estava o general Du Yuming, o protegido mais ilustre de Chiang.
Em abril de 1949, após o rompimento das ilusórias negociações de paz entre o PCC e o KMT, Liu liderou seus exércitos através do rio Yangtze e conquistou grandes áreas de Anhui, Zhejiang, Jiangxi e Fujian, assumindo Nanjing, a capital do KMT. Liu foi nomeado prefeito de Nanjing por um curto período. Com a ajuda de He Long, Liu e Deng lançaram novas campanhas para conquistar vastas áreas no sudoeste da China, usando desvios de longa distância e estratégias de cerco. Entre as áreas conquistadas estavam suas cidades natais e de Deng, Sichuan, Guizhou, Yunnan e Xikang.

## Após o estabelecimento do PRC
Em 1º de outubro de 1949, Mao anunciou o estabelecimento da República Popular da China. Durante a cerimônia, Liu ficou ao lado de Mao. Isso marcou o auge de sua carreira como comandante militar. Em janeiro de 1950, Liu foi nomeado presidente da Divisão do Sudoeste do Governo Popular Central da RPC, juntamente com Gao Gang, Rao Shushi, Peng e Lin Biao. As recompensas de conquistar o sudoeste da China, entretanto, provaram ser apenas temporárias. Mao logo enviou seu general favorito, He Longt rabalhar ao lado de Liu, supervisionar e compartilhar o poder com Liu. Durante seu curto mandato como governador, Liu liderou seus soldados na repressão aos bandidos e restaurou a lei e a ordem, supervisionou o desenvolvimento econômico e, mais importante, fez planos para a invasão comunista do Tibete.
No final de 1950, Liu foi transferido para Nanjing como presidente e comissário da Academia Militar do PLA, o que seria considerado um rebaixamento para Liu. Não havia razões claras ou geralmente aceitas no registro para sua queda em favor. Uma opinião popular sustenta que, durante o longo período de tempo em que Liu trabalhou com ou sob o comando de Mao, ele nunca ganhou realmente a confiança de Mao. O próprio Liu também sabia disso. Com a história da China, ele aprendeu que a maioria dos generais que ajudaram a estabelecer uma nova dinastia acabou sendo morta pelo suspeito Imperador. Para evitar que isso acontecesse consigo mesmo, tentou ficar o mais longe possível da política. Por causa de seu primeiro ano de treinamento militar na União Soviética, ele usou isso como desculpa para deixar seu emprego no governo e se tornar o presidente e comissário da Academia Militar do PLA. Mao aprovou seu pedido. A outra história diz que, enquanto Liu ainda era presidente, alguém desconhecido do público apresentou uma biografia de Liu em apoio à sua promoção. Nesta biografia, ele descreveu Liu como um descendente de Liu Bang, fundador e primeiro imperador da Dinastia Han, deu a entender que o próprio Liu poderia estabelecer seu próprio império como seu ancestral. Sabendo das crueldades e conspirações na história chinesa, Liu estava preocupado em vez de feliz, porque sabia que isso iria despertar as suspeitas de Mao sobre as intenções de Liu. Embora Liu tenha mandado prender esse homem, Mao ainda soube do evento e as preocupações de Liu acabaram se tornando realidade. Isso só serviu para aumentar ainda mais a desconfiança de Mao em relação a Liu.
Apesar do rebaixamento, Liu se dedicou a seu novo trabalho, tentando levar o que aprendeu durante seus anos na União Soviética para a Academia. Ele organizou as traduções de vários livros didáticos militares da União Soviética e de outros países, apresentando aos estudantes grandes campanhas desde os tempos antigos até a Segunda Guerra Mundial e plantando as sementes da evolução do PLA em um exército moderno. Embora Liu tenha sido nomeado vice-presidente do Comitê Militar Central do PCC e da RPC em 1954 como recompensa por suas contribuições, esses títulos não prometiam um poder real como os de Peng. (Peng foi nomeado Ministro da Defesa por suas conquistas em batalha na Guerra da Coréia). Em 1955, Liu alcançou o posto de marechal de campo, classificado como o 4º entre 10 marechais de campo do PLA, ao lado de Zhu De, Peng e Lin Biao.
Em 1956, depois que Nikita Khrushchev abalou o mundo comunista ao fazer seu famoso Discurso Secreto denunciando o culto à personalidade que cercava Joseph Stalin, Mao queria garantir que um incidente semelhante dentro do PCC não ocorresse. Ele escreveu um artigo, "On Ten Relationships", argumentando que o PCC deveria aprender com os países estrangeiros de forma seletiva, analítica e crítica. O centro do PCC então emitiu documentos para convocar todos os membros do PCC a superar a tendência do dogmatismo e do empirismo no trabalho. As investigações e expurgos foram realizados pelos militares, sob a direção de Peng. Como defensor da aprendizagem de outros países, Liu tornou-se um alvo importante. Alguns de seus subordinados e deputados, incluindo o General Xiao Ke, foram censurados e mantidos sob custódia. Liu teve que fazer inúmeras autocríticas por sua associação e apoio a esses funcionários. Sob forte pressão, sua saúde piorou (ele acabou perdendo a visão do olho restante) e ele finalmente apresentou sua renúncia como presidente.
Em 1959, Liu deixou Nanjing e foi para Pequim e viveu em meio reclusão. Embora tenha sido eleito membro do Politburo no 8º ao 11º Congresso Nacional do PCC, Vice-Presidente do 2º ao 5º Comitê Permanente do Congresso Nacional do Povo, e durante todo o tempo com o título de Vice-Presidente do Comitê Militar, não participou muito da política, citando problemas de saúde como motivo de sua ausência. Isso o salvou das seguintes rodadas de expurgos realizados por Mao.
Na época da Revolução Cultural, Liu estava completamente cego. No entanto, ele sobreviveu aos expurgos e testemunhou seu amigo de longa data Deng retornando ao poder novamente. Ele apoiou Deng na luta pelo poder contra a viúva de Mao, Jiang Qing, e sua Gangue dos Quatro, e também defendeu a política de Deng de reforma e abertura da China para o mundo exterior, uma política que o próprio Liu havia praticado na Academia décadas atrás.
Em 1982, Liu aposentou-se devido ao agravamento dos problemas de saúde. Isso deu a Deng um impulso em seu apelo à aposentadoria de líderes idosos, a fim de abrir caminho para líderes mais jovens do PCC. Em 7 de outubro de 1986, Liu morreu em Pequim, aos 94 anos. No lamento que lhe foi feito, foi reabilitado e inocentado de todas as acusações contra ele durante os movimentos contra o dogmatismo.

## Anedotas
Durante a campanha de Fengdu em 1916, Liu foi atingido por uma bala na cabeça, que passou por sua têmpora direita e saiu pelo olho direito. Um cirurgião alemão realizou uma cirurgia para remover o globo ocular e desbridar os tecidos necróticos. Para evitar que os nervos cerebrais fossem danificados pelos anestésicos, Liu insistiu na operação sem anestesia. Depois que o procedimento foi concluído, Liu disse ao cirurgião que contou um total de 72 cortes. O médico ficou muito comovido com essa demonstração de coragem e perseverança e, por grande respeito, deu a Liu o apelido de "Marte chinês".
A famosa “Teoria dos Gatos” de Deng (“Quer seja um gato preto ou um gato branco, desde que possa pegar o rato, é um gato bom”), na verdade, se originou de Liu. Durante sua longa carreira militar, Liu costumava afirmar que "Seja um gato preto ou um gato amarelo, contanto que possa pegar o rato, é um bom gato" para demonstrar que o propósito da guerra é vencer, não importa quais estratégias você adote.
O relacionamento de Liu e Deng ficou mais forte, porque ambos estavam descontentes com as políticas desastrosas de Mao Tsé-Tung, como Grande Salto para Frente e Revolução Cultural: Como Liu foi perseguido no final dos anos 1950, Deng mostrou seu apoio a Liu, como o o último fazia rodadas de análises e desculpas pelos chamados "dogmatismo" e "empirismo". Da mesma forma, Liu mostrou seu apoio a Deng pela política econômica de Deng no início dos anos 1960 para reformar a economia chinesa.

Toda a família de Deng compareceu ao funeral de Liu, o que só aconteceu no caso de laços familiares muito próximos na cultura tradicional chinesa. Liu queria um pequeno funeral no hospital em que morreu. No entanto, como muitos líderes militares e políticos solicitaram comparecer ao funeral, o funeral foi transferido para um salão maior.